# Мидраш

Страница из Мидраша. Стамбул. 1620 год

Мидра́ш (др.-евр. מדרש‬, букв. «изучение, толкование») — в иудаизме изложение или «экзегеза», главным образом, Святого Писания; особый вид произведений еврейской литературы, процветавший от IV до XII века.
В противоположность иудейскому буквальному толкованию пешат, термин «мидраш» представляет экзегезу более глубокую, стремящуюся проникнуть в дух Библии, всесторонне исследовать её текст и сделать более глубокие заключения. Является разделом Устной Торы и включает в себя толкование и разработку коренных положений еврейского учения, содержащегося в Письменной Торе.
Мидраш, как экзегеза Библии, распадается на две большие области:
- относительно морали или назидания — это мидраш-агада (аггадический мидраш, иногда разделяются на Большие и Малые мидраши);
- о законодательном характере — это мидраш-галаха (галахический мидраш).

## Определения мидраша
Формулировка Е. Витковского: «пропущенное в священных книгах место».
Формулировка И. Хайнемана: «созидательная филология». Подобно филологу, авторы мидраша следуют за особенностями текста; обнаружив что-то необычное, они воспринимают это как намёк сакрального текста на новое значение, которое следует выявить, интерпретируя текст. Таким образом, глагол дараш в талмудической литературе, как правило, означает «найти новое толкование текста Торы». В библейском иврите глагол дараш имеет значения искать, выспрашивать — то есть стараться приблизиться к чему-то, найти нечто или даже овладеть им. В более широком смысле исследовать, заниматься изысканиями, выяснять — то есть стараться приблизиться к чему-то, изучив и поняв его суть. Иначе говоря, это слово обозначает стремление овладеть реально существующим объектом или чем-то, что считается реально существующим.

## Происхождение мидраша

### Аморайские мидраши
Их ещё называют ранними или классическими. Аморайский период продолжался после завершения Мишны (то есть в начале III-го века) и вплоть до завершения как Иерусалимского (IV век), так и Вавилонского (V век) Талмуда.

### Мидраши среднего периода
В них уже обнаруживают признаки упадка жанра. После мусульманского завоевания Эрец-Исраэль (около 640 г.) в мидрашах всё более сказывается влияние апокрифов и псевдоэпиграфов эпохи Второго храма и апологетической литературы. Возрастает число проповедей демонологического содержания, а также агадических сочинений, по своей сущности чуждых жанру мидраша. Язык мидраша этой эпохи — искусственный иврит, отличающийся внешней чистотой и отшлифованностью и почти свободный от арамеизмов и греческих примесей. Наряду с экзегетическими и гомилетическими мидрашами впервые появляются авторские сочинения.

### Мидраши позднего периода
К ним относят мидраши XI—XII веков, включая искусственные антологии и компиляции.

## Галахические и агадические мидраши
Есть два основных типа мидраша: галахический и агадический. Целью галахического мидраша является выведение из текста Писания галахи, то есть закона, религиозной обязанности. Что же касается агадического мидраша, то им, по определению Авигдора Шинана, является всё, что не является галахой: в агаду могут входить сюжеты, связанные с персонажами Писания и проясняющие их поведение, исторические рассказы, предания о мудрецах, герменевтические штудии, философские притчи, анекдоты, байки, назидания и т. д.
Текстологический анализ показывает, что мидраши подразделяются на два основных типа — так называемые типы А (Мехилта рабби Ишмаэля, Сифрей к книге Числа и Мехилта к книге Второзаконие) и Б (Мехилта рабби Шимона бар Иохая, Сифра, Сифрей Зута и Сифрей к книге Второзаконие).
1. В то время как мидраши типа А содержат многочисленные галахические постановления учеников рабби Ишма‘эля (например, рабби Оша‘йи, рабби Ионатана и др.), имена этих таннаев сравнительно редко упоминаются в мидрашах типа Б, где превалируют имена учеников рабби Акивы.
2. В отличие от мидрашей типа А в мидрашах типа Б анонимно приводятся барайты, которые в других источниках — главным образом в Иерусалимском и Вавилонском Талмуде — приводятся как барайты школы рабби Ишмаэля.
3. В мидрашах типа А широко используются герменевтические методы, характерные для школы рабби Ишмаэля, в то время как в мидрашах типа Б превалируют методы, характерные для школы рабби Акивы.
4. Между мидрашами обоих типов существует принципиальное различие в используемой терминологии. Эти наблюдения позволяют заключить, что в древности существовали две полные серии галахических мидрашей к четырём книгам Пятикнижия, принадлежавшие школе рабби Ишмаэля и рабби Акивы соответственно. Поскольку, однако, различия между двумя типами дошедших до нас галахических мидрашей являются абсолютными лишь в отношении терминологии, в то время как во всех остальных пунктах различия относительны, типы А и Б не представляют традицию Ишма‘эля и традицию Акивы в чистом виде, но скорее тяготеют к одной из них соответственно, черпая, однако, также и из других традиций. Что касается датировки дошедших до нас галахических мидрашей, то тот факт, что ни Иерусалимский, ни Вавилонский Талмуд не знают их, позволяет заключить, что в их нынешней форме эти сочинения были составлены сравнительно поздно — в конце IV — начале V вв.

## Наиболее известные книги
- Берешит Рабба
- Шмот Рабба
- Вайикра Рабба
- Бемидбар Рабба
- Дварим Рабба
- Шир аширим Рабба
- Эстер Рабба
- Эйха Рабба
- Пиркей дерабби Элиезер
- Ялкут Шимони
- Мидраш Танхума
- Рут Рабба
- Псикта дерав Кахане